# Thierry de Mathonville
Thierry de Mathonville (Theodoricus) est le 1er abbé de Saint-Évroult depuis sa restauration.

## Biographie
Originaire de Mathonville, Thierry est le filleul de Thierry, abbé de Jumièges et du Mont Saint-Michel.
Oblat puis moine de Jumièges, l'abbé Thierry le nomme maître des oblats puis prieur claustral. Il aurait à cette époque éduqué Guillaume de Jumièges.
Thierry est élu par Robert de Grandmesnil, Guillaume Giroie et les moines. Le duc Guillaume lui donne la crosse et il reçoit la bénédiction d'Hugues d'Eu, évêque de Lisieux. Il amène avec lui des moines de Jumièges. Il préside aux débuts de l'abbaye Saint-Martin de Sées. Il baptise Robert II de Bellême. Il se querelle avec son prieur Robert de Grandmesnil. Il se retire souvent à l'abbaye de Sées. Après la mort de Guillaume Giroie, il décide d'abandonner sa charge et résigne en 1057.
Il part en pèlerinage à Jérusalem avec Herbert de Montreuil, Gondulf de Rochester, futur évêque de Rochester et Guillaume Bonne-Âme, clerc qui deviendra abbé de Saint-Étienne de Caen puis archevêque de Rouen. Lors de son voyage pour la Terre sainte, il sera notamment hébergé par le prieur Ansgot.
Il meurt à Chypre le 1er août 1058 et y est enterré.